# Chocotinamoe
De chocotinamoe (Crypturellus kerriae) is een vogel uit de familie tinamoes (Tinamidae). De wetenschappelijke naam van de soort is voor het eerst geldig gepubliceerd in 1915 door Chapman.

## Beschrijving
De chocotinamoe wordt ongeveer 25-26,5 cm groot. De rug is donkerbruin, de kruin zwart, de nek grijs en keel wit. De poten zijn rood. De vrouwtjes zijn donkerder van kleur dan de mannetjes.

## Voedsel
De chocotinamoe eet vooral vruchten van de grond en lage struiken, maar ook bloemen, zaden, bladeren, wortels en ongewervelden.

## Voortplanting
Het mannetje paart met ongeveer vier vrouwtjes, die de eieren in een nest in dicht struikgewas leggen. Daarna broedt het mannetje de eieren uit en voedt hij de jongen op. De jongen zijn na 2-3 weken volwassen.

## Voorkomen
De soort komt voor in zuidoostelijk Panama en noordwestelijk Colombia in het Chocó department.

## Beschermingsstatus
De totale populate wordt geschat op 2,5-10 duizend vogels. Op de Rode Lijst van de IUCN heeft de soort de status gevoelig.